# نشست (سازه)

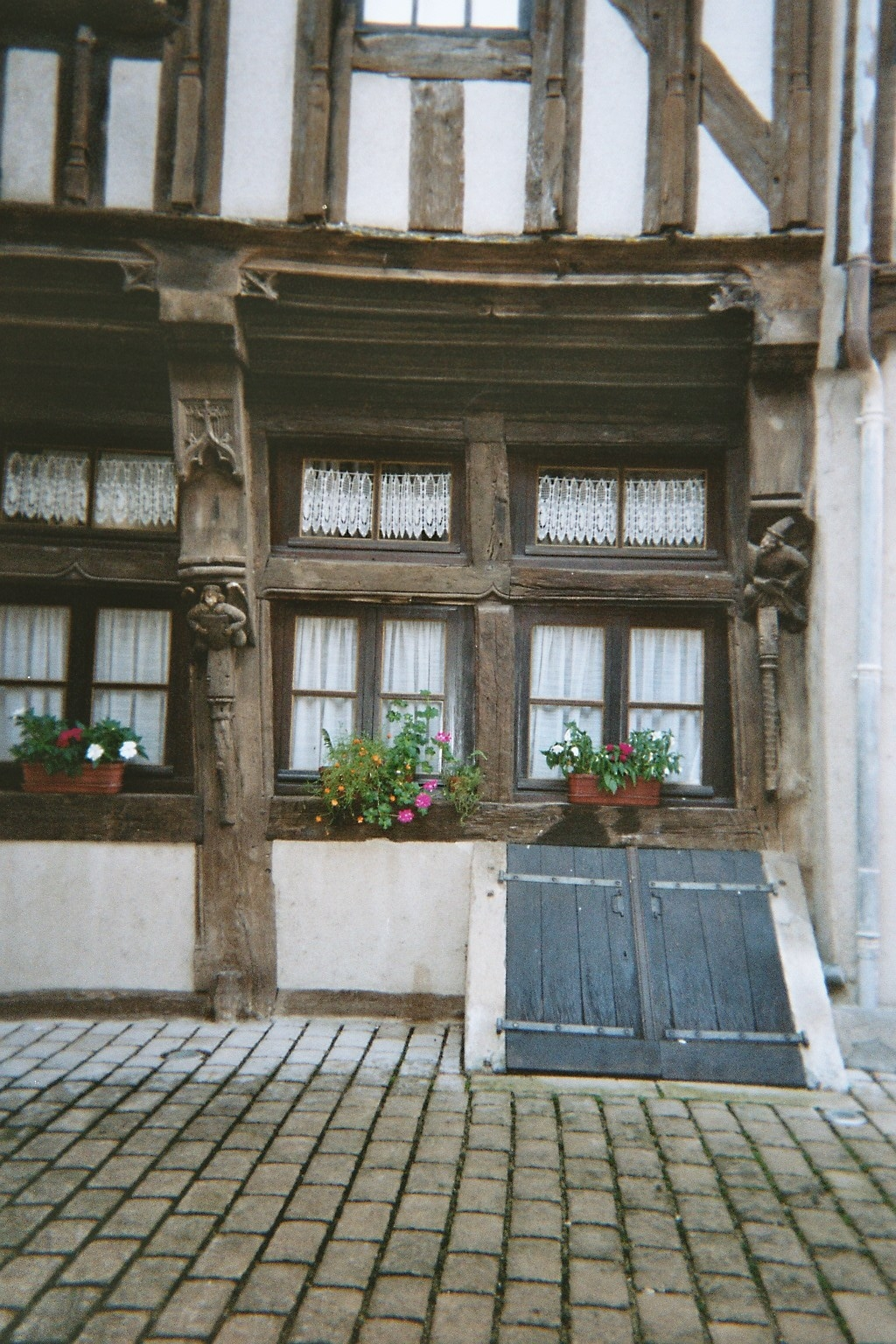
سازه‌های چوبی را نشان می‌دهد که نشانگر قابل توجه و قابل تحمل است

نشست در سازه به اعوجاج یا اختلال بخش‌هایی از یک ساختمان مربوط می‌شود:
- تراکم نابرابر شالوده‌های آن؛
- انقباض، مانند آنچه که در ساختمان‌های چوبی با قاب چوبی ایجاد می‌شود، به عنوان چارچوب، رطوبت را تنظیم می‌کند؛ یا
- بارهای نامنظم پس از ساخت اولیه آن به ساختمان اعمال می‌شود.[۱]

برخی از نشست‌ها پس از تکمیل ساخت و ساز کاملاً طبیعی است، اما نشست نابرابر (متفاوت) ممکن است باعث مشکلات قابل توجهی برای ساختمان‌ها شود.